# Pulau Pinang (Tambelan)
Pulau Pinang is een bestuurslaag in het regentschap Bintan van de provincie Riau-archipel, Indonesië. Pulau Pinang telt 135 inwoners (volkstelling 2010).